# Venus Ramey
Venus Ramey Murphy, née le 26 septembre 1924 à Ashland dans le Kentucky aux États-Unis, est couronnée Miss America 1944 et devient plus tard, une militante contre les politiques antitabac du gouvernement américain. Dans les années 1970, elle participe à la campagne de sauvetage d'Over-the-Rhine, un quartier de Cincinnati. Pour lui rendre hommage, durant la Seconde Guerre mondiale, sa photo décore un Boeing B-17 Flying Fortress, qui a fait 68 sorties au-dessus de l'Allemagne, ravagée par la guerre sans jamais perdre un homme. Elle meurt le 17 juin 2017 à Agoura Hills en Californie.

### Source de la traduction
- (en) Cet article est partiellement ou en totalité issu de l’article de Wikipédia en anglais intitulé « Venus Ramey » (voir la liste des auteurs).